# Histamine H1 receptor
Thụ thể H1 là thụ thể histamine thuộc họ thụ thể bắt cặp với protein G giống rhodopsin. Thụ thể này được kích hoạt bởi histamine. Nó được biểu hiện ở các cơ trơn, các tế bào nội mô mạch máu, tim và hệ thần kinh trung ương. Thụ thể H1 liên kết với protein G nội bào (Gq) để kích hoạt phospholipase C và con đường truyền tín hiệu inositol triphosphate (IP3). Thuốc kháng histamine, hoạt động trên thụ thể này, được dùng làm thuốc chống dị ứng. Cấu trúc tinh thể của thụ thể đã được xác định (hình bên phải)  và được sử dụng để khám phá các phối tử mới của thụ thể histamine H1 trong các nghiên cứu sàng lọc ảo dựa trên cấu trúc.

## Vai trò trong viêm
Sự biểu hiện của NF-κB, yếu tố phiên mã điều hòa các quá trình viêm, được tăng cường bởi hoạt động cấu thành của thụ thể H1 cũng như bởi các chất chủ vận liên kết với thụ thể. Thuốc kháng histamine H1 đã được chứng minh là làm giảm biểu hiện NF-κB và giảm thiểu các quá trình viêm nhất định.

## Sinh lý thần kinh
Các thụ thể histamine H1 được kích hoạt bởi histamine nội sinh, được giải phóng bởi các tế bào thần kinh có thân tế bào trong nhân củ vú của vùng dưới đồi. Các tế bào thần kinh histaminergic của nhân củ vú hoạt động trong chu kỳ 'thức' với tần số khoảng 2 Hz; trong giấc ngủ sóng chậm (ngủ sâu), tần số giảm xuống khoảng 0,5 Hz. Cuối cùng, trong giấc ngủ REM, các tế bào thần kinh histaminergic ngừng hoạt động hoàn toàn. Trong khi thức, các tế bào thần kinh histaminergic có nhiều tần số nhất trong tất cả các loại tế bào thần kinh.
Nhân củ vú là một nhân histaminergic có khả năng điều hòa tốt chu kỳ ngủ - thức. Những chất kháng histamine-H1 khi vượt qua hàng rào máu não sẽ gây ức chế hoạt động của thụ thể H1 trên các tế bào thần kinh thuộc nhân củ vú. Đó là lý do tại sao dùng mấy loại thuốc này sẽ gây ra sự buồn ngủ. 